# 1666
Cette page concerne l'année 1666  du calendrier grégorien. Pour l'année 1666 av. J.-C., voir 1666 av. J.-C.
L'année 1666 est une année commune qui commence un vendredi.

## Événements
- 14 avril : mort de Hammouda Pacha, bey de Tunis ; son fils Mourad II lui succède[1].
- 22 avril : les Français chassent les Anglais de l'Île Saint-Christophe[2].
- 9 mai : Shivaji se rend à la cour d’Âgrâ. Fait prisonnier, il parvient à s’échapper et à rejoindre ses bases le 30 novembre[3].
- 31 août, Brésil : déposition du gouverneur de Pernambouc Jerônimo de Mendonça Furtado par la population d'Olinda, à la suite de la conjuration de Nosso Pai ; il est renvoyé à Lisbonne[4].
- 14 septembre, Québec : une armée de 1 300 hommes marchent contre les Iroquois et s'emparent de leurs réserves de vivre (14 octobre)[5]. Le traité qui s’ensuit (8 juillet 1667) reconnaît la souveraineté du roi de France et assure à la colonie 16 années de développement pacifique.
- 3 octobre (ou 1er novembre) : premier couronnement de Süleyman Ier, chah séfévide de Perse, sous le nom de Safi II ; il est couronné une seconde fois le 22 mars 1669 et règne jusqu'à sa mort le 29 janvier 1694[6].

- Début du règne du monomotapa (Karanga) Mukombwe  Alfonso, au Mozambique. Le royaume du Karanga décline rapidement et l’influence du Portugal diminue dans le pays[7].

- En Nouvelle-France, le premier recensement en Amérique du Nord a permis de dénombrer 3 215 habitants d'ascendance européenne, soit 2 034 hommes et 1 181 femmes[8].
- Tortola (Antilles) est colonisée par l’Angleterre au détriment des Pays-Bas[9].

### Europe
- 26 janvier : la France déclare la guerre à l’Angleterre, alors en conflit avec les Provinces-Unies[10].

- 8 février : le sultan fait arrêter Shabbetaï Zevi qui est emprisonné. Forcé de choisir entre la mort et l'apostasie, il se convertit à l'islam[11].

- 5 mai : une ordonnance du roi Jean-Casimir interdit aux Juifs de porter l’image de Shabbetaï Zevi, à la suite de manifestations en Pologne et en Lituanie à l’annonce de la venue du Messie Shabbetaï Zevi à Izmir. Des émeutes éclatent (à Pinsk le 20 mars, à Vilna le 28 mars, à Lublin le 27 avril). Le roi interdit les manifestations[12].

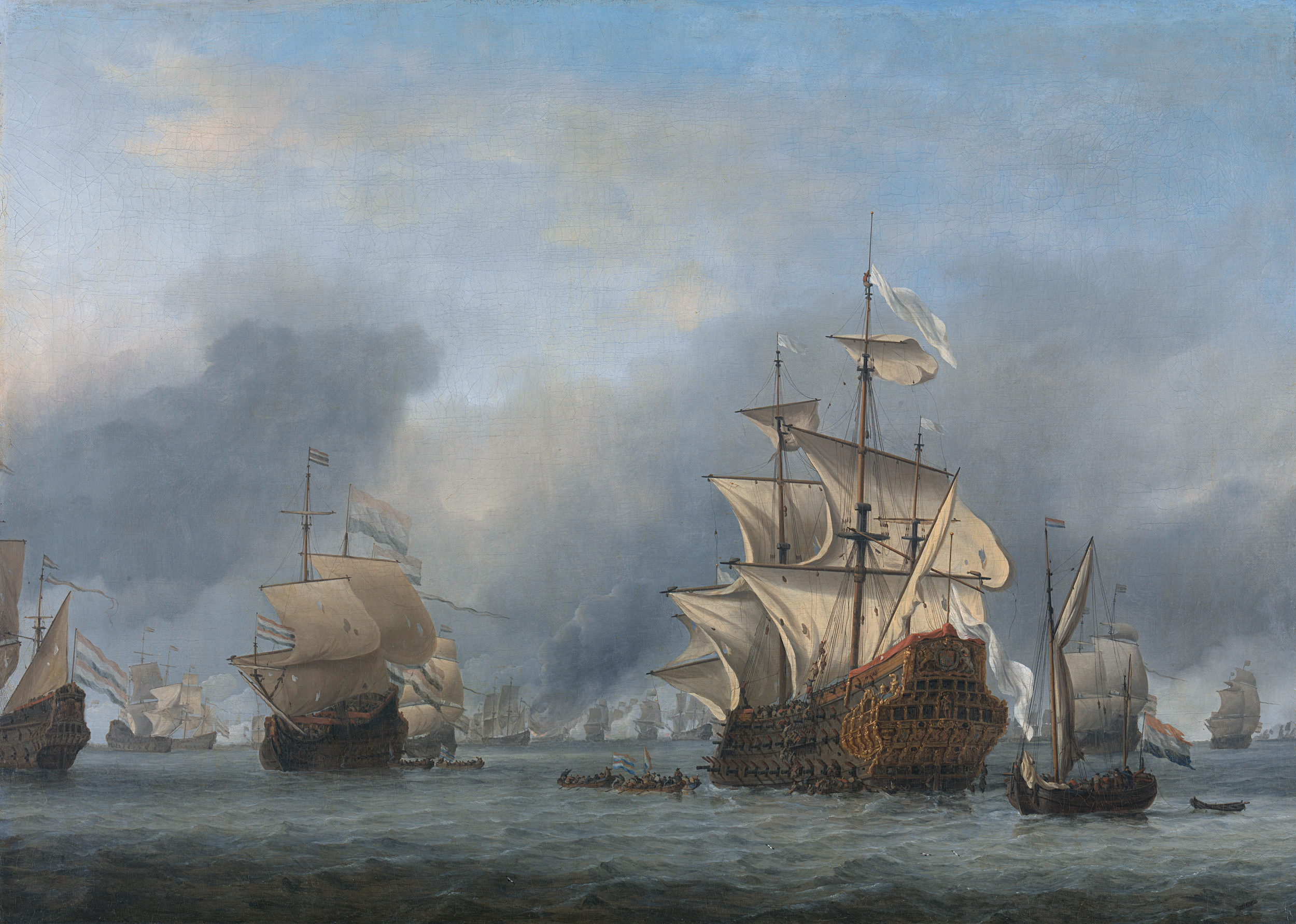
13 juin :La reddition du Prince Royal, pendant la bataille des Quatre Jours, toile de Willem van de Velde le jeune

- 11-14 juin : victoire de l’amiral néerlandais de Ruyter sur la flotte anglaise à la bataille des Quatre Jours[10].

- 19 juillet : l’armée royale polonaise est battue par les insurgés dirigés par l’hetman Georges Lubomirski à Montwy (Mątwy)[13].
- 31 juillet : convention de Lęgonice entre Georges Lubomirski et Jean II Casimir Vasa, qui s’engage à renoncer à toute élection royale anticipée. La diète polonaise fait échouer le plan du parti français qui visait à désigner le duc d’Enghien comme successeur à Jean II Casimir Vasa. Lubomirski, amnistié, se retire en Silésie où il meurt le 7 février 1667[13].

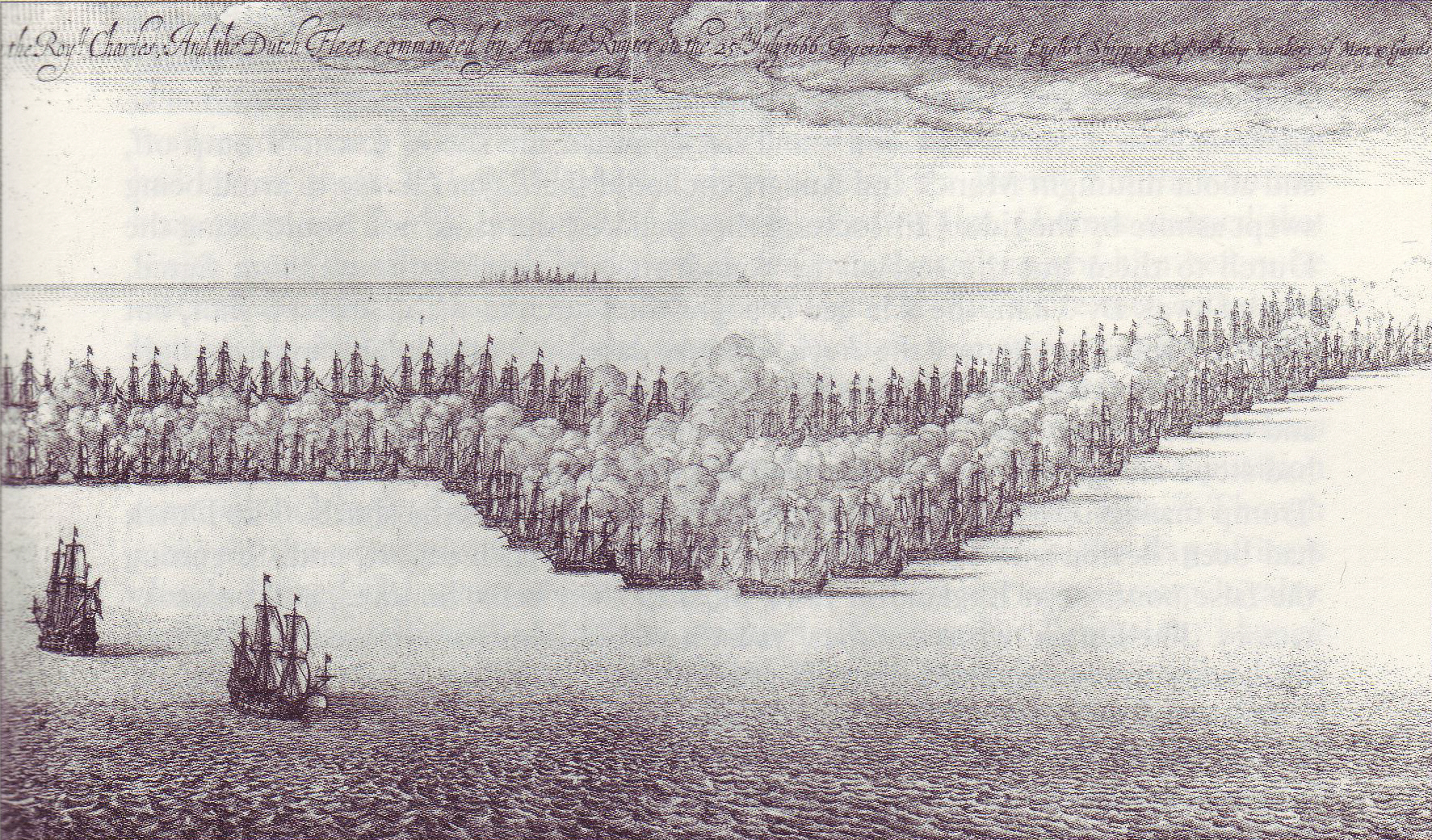
4-5 août : bataille de North Foreland.

- 4-5 août : victoire anglaise sur les Pays-Bas à la bataille de la Saint-Jacques[14].
- 19-20 août : « Holmes's Bonfire »[15]. Raid anglais sur les Pays-Bas en Frise (Vlieland et Terschelling).

- 3 septembre : fondation de la Ville de Charleroi, actuellement dans la province de Hainaut, en Belgique[16].

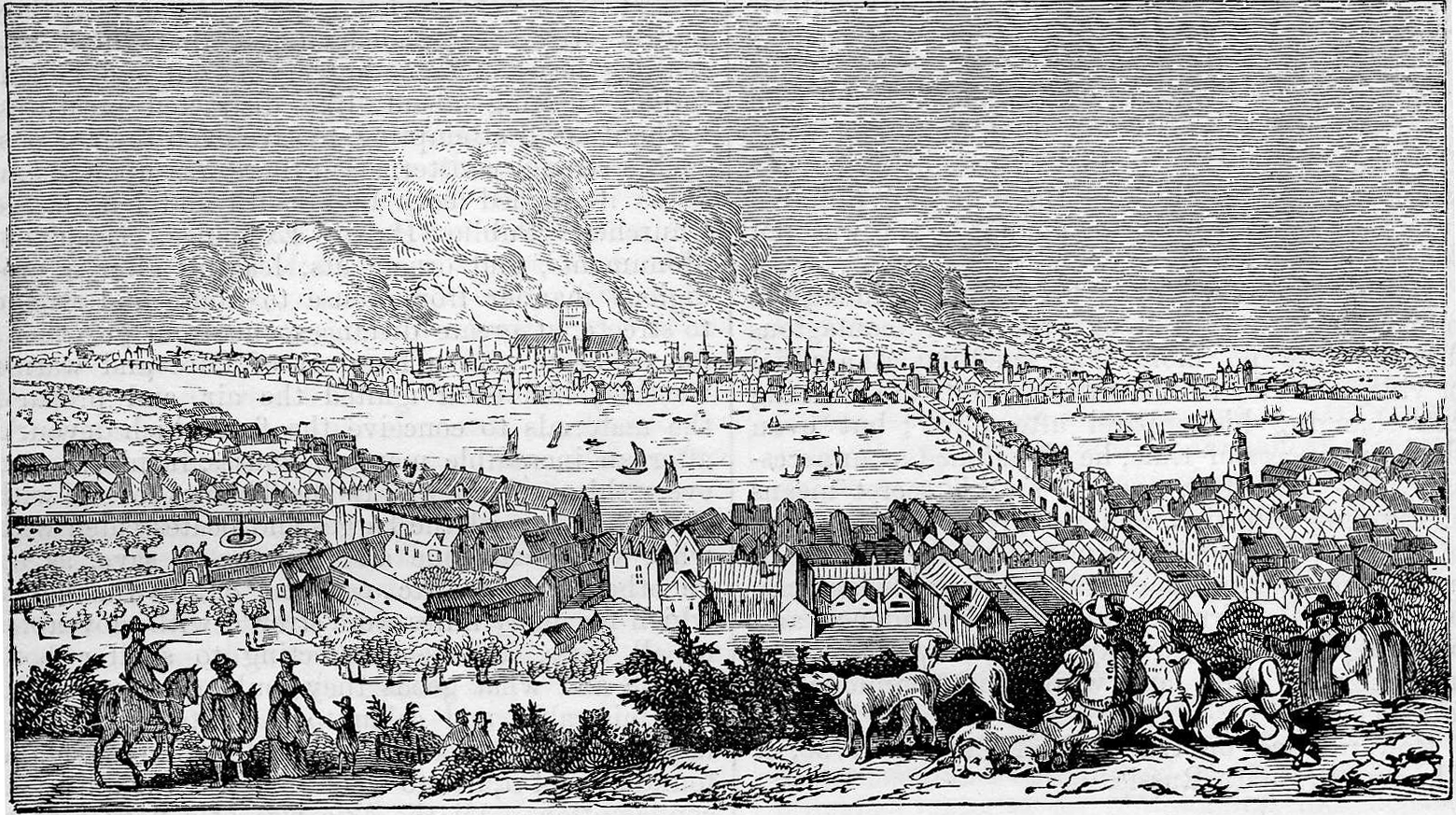
2-5 septembre : Grand incendie de Londres

- 12-16 septembre (du 2 au 6 septembre du calendrier julien) : grand incendie de Londres qui détruit la ville à 80 % mais met fin à l'épidémie de peste qui avait commencé l'année précédente[15].
- Fin septembre : victoire anglaise sur les Pays-Bas à la bataille du cap Dungeness[17].

- 15-28 novembre : Pentland Rising. Troubles en Écosse à la suite d'un incident à Dalry, dans le Galloway. Les Covenantaires qui marchaient sur Édimbourg sont vaincus dans le Pentland Hills (Lothian) à la bataille de Rullion Green[18].
- 18 novembre, Russie : nouveau concile qui condamne Nikon à titre personnel mais approuve les idées des « hellénisants »[19]. En décembre, le tsar fait déposer le patriarche de Moscou Nikita Nikon qui réformait la liturgie en s’inspirant de l’orthodoxie grecque[20]. Les dissidents traditionalistes, ou raskolniki, sont déclarés schismatiques. Des millions de vieux-croyants (staroviéri), conduits par l’archiprêtre Avvakoum, se trouvent exclus d’une participation complète à la vie russe et souvent déportés en Sibérie.
- 25 novembre (15 novembre du calendrier julien) : paix de Habenhausen (de) entre la Suède (Carl Gustaf Wrangel) et Brême[21].

- 12 décembre :  Léopold Ier épouse l’infante Marguerite d'Espagne[22].
- 19 décembre : fondation de l'Université de Lund[23].

- En Russie, les Cosaques de l’hetman Vaska ravagent les provinces de Voronej et de Toula, entraînant avec eux les paysans en révolte contre les propriétaires terriens[24].
- Le gouvernement de Basse-Autriche interdit l’accès du pays aux étrangers non catholiques[25].
- Sècheresse dans le sud-est de l’Angleterre[26].
- Philipp Jacob Spener devient pasteur de Francfort-sur-le-Main[27].
- Annus mirabilis du physicien Newton (1665-1666) qui mène des recherches en mathématiques (analyse), sur la cosmologie (gravitation universelle) et l'optique (théorie de la couleur)[28].

## Naissances en 1666
- 11 mars : Giacinto Boccanera, peintre italien († 17 mars 1746).

- 12 août : Antonio Balestra, peintre rococo italien († 21 avril 1740).

- 4 septembre : Anna Maria Ehrenstrahl, peintre baroque suédoise († 22 octobre 1729).

- 10 octobre : Daniel Sarrabat, peintre français († 21 juin 1748).
- 27 octobre : Giovanna Fratellini, peintre italienne († 18 avril 1731).

- 15 novembre : Jean Ier Restout, peintre français († 20 octobre 1702).
- 17 novembre : Benedetto Luti, peintre baroque italien († 1724).
- 25 novembre : Giuseppe Giovanni Guarneri, luthier italien († vers 1740).

- 22 décembre : Gurû Gobind Singh, dernier des dix Gurus du sikhisme et créateur du Khalsa, l'ordre chevaleresque des Sikhs († 7 octobre 1708).

- Décembre : Stephen Gray, teinturier britannique plus connu pour ses travaux en astronomie et en physique († 7 février 1736).

- Date précise inconnue :
  - Mattia Battini, peintre rococo italien († 1727).
  - Miguel de Ambiela, compositeur espagnol de l'époque baroque († 29 mars 1733).
  - Ferdinando del Cairo, peintre baroque italien († 1748).

## Décès en 1666
- 20 janvier : Anne d'Autriche, reine de France (° 22 septembre 1601).
- 22 janvier : Shah Jahan, empereur moghol des Indes, prisonnier de son fils Aurangzeb dans le fort rouge d’Âgrâ (° 5 janvier 1592).
- 31 mars : Raffaele Della Torre, juriste et historien italien (° 1579).
- 14 mai :
  - Joost Cornelisz Droochsloot, peintre néerlandais (° 1586).
  - Clemente Galano, historien et missionnaire catholique italien (° 21 avril 1611).
- 22 mai : Gaspar Schott, prêtre jésuite et scientifique allemand (° 5 février 1608).
- 29 juin : Mateo Cerezo, peintre et dessinateur de sujets religieux espagnol (° 19 avril 1637).
- 24 août : Francisco Manuel de Melo, écrivain, diplomate et militaire portugais (° 23 novembre 1608).
- 26 août : Frans Hals, peintre hollandais (° entre 1580 et 1583).
- 23 septembre : François Mansart, architecte français (° 23 janvier 1598).
- 25 septembre (ou le 25/26 octobre) : Abbas II, chah séfévide de Perse[6] (° 31 décembre 1632).
- 1er novembre : Jan Albertsz Rootius, peintre néerlandais (° 20 octobre 1624).
- 8 décembre : Philippe-Charles d'Orléans (° 16 juillet 1664 ), petit-fils de France, duc de Valois.
- Date précise inconnue :
  - Giovanni Angelo Canini, graveur et peintre baroque italien (° 1609).
  - Albert Eckhout, peintre néerlandais (° vers 1610).
  - Claude Gaultier, avocat français au Parlement de Paris (° 1590).
  - Jean Ogier de Gombauld, poète et auteur dramatique français (° 1576).
  - Christopher Paudiß, peintre baroque allemand (° 1618).
  - Jean Claveret, auteur dramatique français (° vers 1590).
  - Francesco Baratta, sculpteur italien (° vers 1590).
  - Juana de la Concepción, religieuse et poétesse guatémaltèque (° 1598).
  - Jacques Biroat, prêtre bénédictin et théologien français.
- Vers 1666 :
- David Colijns, peintre néerlandais (° vers 1582).